# هارولد ستارك
هارولد ستارك (بالإنجليزية: Harold Stark) هو رياضياتي أمريكي، ولد في 6 أغسطس 1939 في لوس أنجلوس في الولايات المتحدة.